# Jacques-Joseph Grancher
Jacques-Joseph Grancher (in francese [ʒak ʒozɛf ɡʁɑ̃ʃe]; Felletin, 29 novembre 1843 – Parigi, 13 luglio 1907) è stato un pediatra francese.

## Biografia
Nel 1862 inizia gli studi medici a Parigi, dove lavorò come assistente presso l'Hôpital des Enfants Malades (sotto Eugène Bouchut), Hôpital de la Charité, l'Hospital de la Pitié e per l'Ospedale Lariboisière (sotto Paul Jules Tillaux). Imparò le tecniche istologiche con Louis-Antoine Ranvier e Victor André Cornil nel loro laboratorio privato di Rue Christine e da diversi anni è stato direttore di un laboratorio di anatomia patologica a Clamart (1868-1878). Dal 1885 fino alla sua morte nel 1907, fu direttore del Hôpital des Enfants Malades. Nel 1900 venne eletto vicepresidente del consiglio di amministrazione dell'Istituto Pasteur.
Grancher è ricordato per la sua ricerca sulla tubercolosi. Prevenne la tubercolosi infantile ed era un sostenitore contro l'antisepsi. Nel 1897 con Jules Comby (1853-1947) e Antoine Marfan (1858-1942) pubblicò Traité des maladies de l'enfance (trattato delle malattie dell'infanzia).
Nel 1885 Grancher e Alfred Vulpian (1826-1887) convinsero Louis Pasteur (1822-1895) ad eseguire la prima vaccinazione contro la rabbia su Joseph Meister, un ragazzo di nove anni che era stato contagiato da un cane. Nel 1887, su richiesta di Pasteur, Grancher difese la vaccinazione contro la rabbia presso l'Académie de Médecine.